# Baba Saad
Saad, właściwie Saad El-Haddad (ur. 26 listopada 1985 w Bejrucie) – niemiecki raper libańskiego pochodzenia.
Saad urodził się w Bejrucie. W 1997 roku wraz z rodziną wyjechał do Niemiec przez wojnę w jego kraju ojczystym. Na początku żył ze swoją rodziną w Syke, następnie wyjechał do Bremy. Po ukończeniu Realschule zainteresował się nim Bushido, który jest jego kuzynem.
Bushido chciał na początku, żeby Saad zdobył najpierw normalne wykształcenie, jednak kiedy usłyszał utwór Saada, zaprosił go w 2004 roku do udziału w nagrywaniu Electro Ghetto. W kwietniu 2005 roku Saad wspólnie z Bushido wydał album Carlo Cokxxx Nutten II. Singel z tego albumu, „Nie ein Rapper”, znalazł się w pierwszej dziesiątce niemieckiej listy singli. Latem 2005 roku raper podpisał kontrakt z wytwórnią należącą do Bushido – ersguterjunge. Jesienią 2005 roku został wydany album Staatsfeind Nr. 1 Bushido z gościnnymi występami Saada. Saad wspomagał także kuzyna swoją trasą koncertową Gegen Kaution auf Tour, dlatego w grudniu 2005 roku na singlu „Augenblick” Bushido można znaleźć jego solowy utwór „Ich halt die Stellung”. Na singlu „Staatsfeind Nr.1/Endgegner” Saad wystąpił w utworze „Staatsfeind Nr.1 Sti Remix” razem z Bushido, Chakuzą i Eko Freshem.
Saad występował także między innymi na trasie koncertowej Staatsfeind Nr. 1 zimą 2005 roku z Bushido. W styczniu 2006 roku nakładem ersguterjunge została wydana pierwsza kompilacja tej wytwórni – Nemesis, na której znajdują się utwory z udziałem Saada. Wziął także wraz z Bushido, Chakuzą, D-Bo, Eko Freshem oraz Billy udział w teledysku do singla „Nemesis”. W czerwcu 2006 roku nakładem [ersguterjunge wydał swój pierwszy solowy album, Das Leben ist Saad, z którego pochodzi singiel „Womit hab ich das verdient”. Album zajął 15. miejsce w kategorii najlepiej sprzedających się albumów. Na albumie Game Over Azada Saad wystąpił gościnnie w utworze „Auge des Sturms”.
22 marca 2008 roku ukazał się jego drugi solowy album – Saadcore, który początkowo miał się nazywać Der Pate. Z albumu pochodzi singel „Regen” z gościnnym udziałem Bushido. "Womit hab ich das Verdient" to jego pierwszy solowy utwór, który miał teledysk w VIVA Plus.

## Dyskografia
Albumy studyjne:
- Carlo Cokxxx Nutten II (2005, ersguterjunge)
- Das Leben ist Saad (2006, ersguterjunge)
- Saadcore (2008, ersguterjunge)
- Halunke (2011, Halunkenbande)
- Abgelehnt (2012, Halunkenbande)
- Das Leben ist Saadcore (2014, Halunkenbande)

Single
- „Nie ein Rapper”, razem z Bushido
- „Womit hab ich das Verdient”
- „Regen”